# Georgi Părvanov
Georgi Sedeftjov Părvanov (bulgariska: Гео̀рги Седѐфчов Първа̀нов), född 28 juni 1957 i Sirisjnik, var Bulgariens president mellan den 22 januari 2002 och den 22 januari 2012.
Efter att han i valet i november 2001 besegrat den sittande presidenten Petăr Stojanov. Han återvaldes till president i valet 2006, vilket gör honom till den förste presidenten i Bulgarien att i demokratiska val bli omvald för ytterligare en mandatperiod. Han avgick den 22 januari 2012 efter att ha tjänstgjort den tillåtna tiden på 10 år.

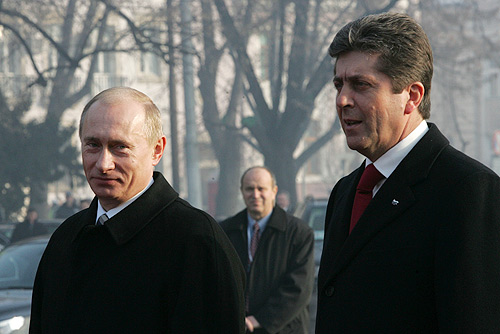
Georgi Părvanov och den ryske presidenten Vladimir Putin i januari 2008.

## Biografi
Părvanov gick med i Bulgariens kommunistparti 1981 där han engagerade sig i nationella frågor och forskade kring socialdemokratins äldre historia i Bulgarien. 1990 bildades Bulgariska socialistpartiet som tillhör Socialistinternationalen. Innan han blev president var han ledamot i parlamentet 1994–2001. Han har examen i historia från universitetet i Sofia. Părvanov ser sig själv som socialist, men har lämnat socialistpartiet efter att ha blivit vald till president, då det inte är tillåtet för en sittande president i Bulgarien att samtidigt vara medlem i ett politiskt parti.
I presidentvalet 2006 fick Părvanov i första omgången sammanlagt 64 % av rösterna, men eftersom det var ett lågt valdeltagande gick valet till en andra omgång där Părvanov hade runt 75 % av väljarstödet på sin sida.